# محطة قطار نتانيا – سبير

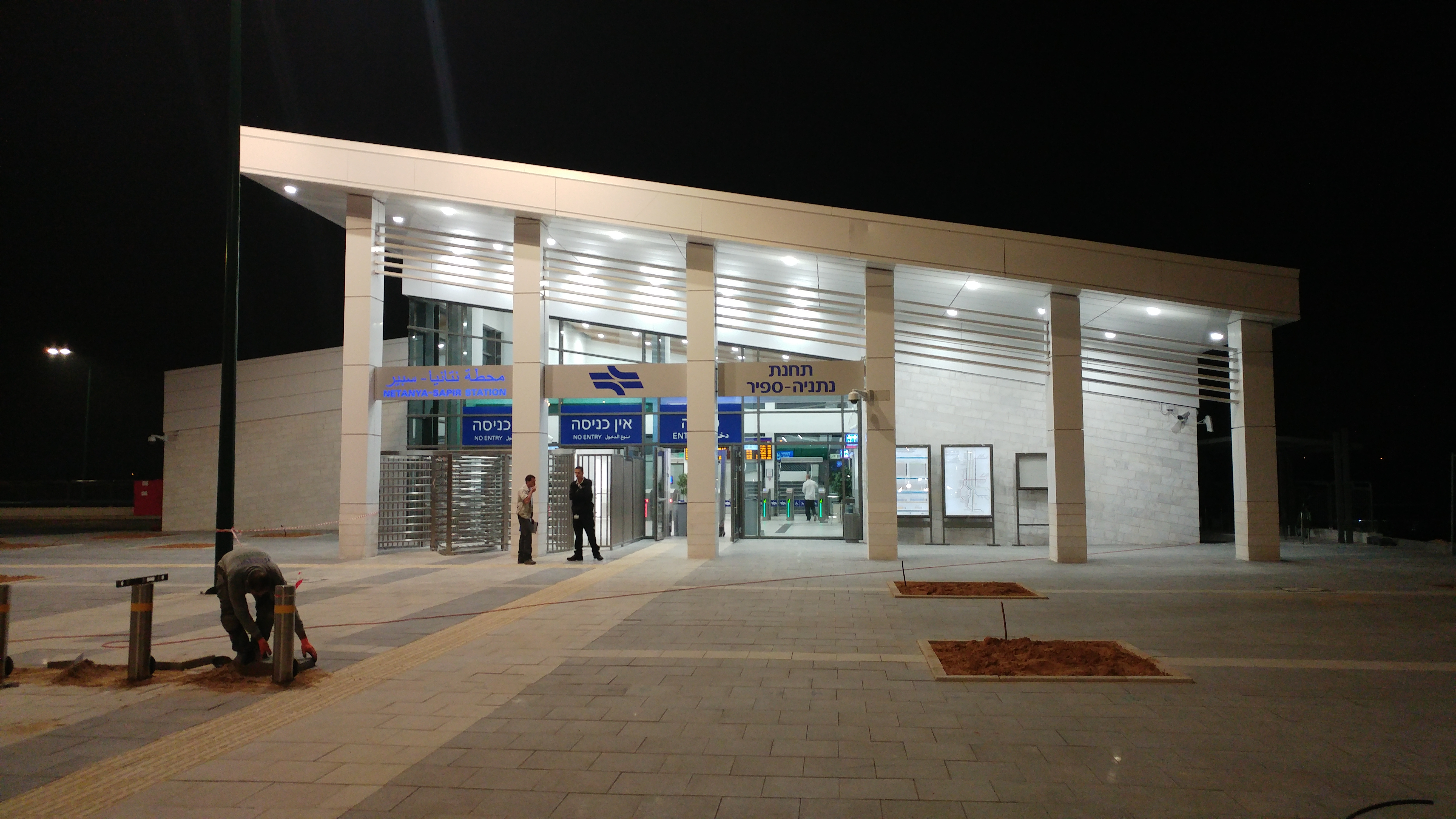
محطة قطار نتانيا – سبير ليلًا

محطة قطار نتانيا – سبير (بالعبرية: תחנת הרכבת נתניה – ספיר) هي محطة قطار ركاب تقع على السكة الحديدية الساحلية في شبكة خطوط السكك الحديدية الإسرائيلية. تقع المحطة في المنطقة الصناعية «كريات سبير» جنوب شرقي نتانيا، وتتواجد المحطة بين محطتي القطار بيت يهوشوع ونتانيا. في يونيو 2012 وافقت لجنة التخطيط والبناء في المنطقة على مخطط المحطة. وفي مارس 2014 أُعلن عن مناقصة بناء المحطة. في 5 نوفمبر 2016 افتتحت المحطة. بلغت تكلفة إنشاء المحطة حوالي 70 مليون شيكل. في المحطة تتوقف القطارات على خط بنيامينا - بئر السبع.